# Майдан Криницький (Томашівський повіт)
Майдан Криницький (пол. Majdan Krynicki) — село в Польщі, у гміні Криниці Томашівського повіту Люблінського воєводства.
Населення — 214 осіб (2011).
Розташоване на Закерзонні (в історичному Надсянні).
У 1975—1998 роках село належало до Замойського воєводства.

## Демографія
Демографічна структура станом на 31 березня 2011 року:
|          | Загалом | Допрацездатний вік | Працездатний вік | Постпрацездатний вік |
| -------- | ------- | ------------------ | ---------------- | -------------------- |
| Чоловіки | 112     | 24                 | 72               | 16                   |
| Жінки    | 102     | 20                 | 53               | 29                   |
| Разом    | 214     | 44                 | 125              | 45                   |